# 水猿假說
水猿假說（英語：Aquatic ape hypothesis，AAH）是對人類演化過程的一個假說，這個假說認為現代人類的共同祖先曾經度過一段半水棲時期，之後才又回到以陸地為主的生活方式。
這個假說起源於提出者觀察到人類與水棲哺乳類生物之間，存在著類似的生理結構，因此提出這個假說，支持者認為這解釋了人類如何演化出雙足步行方式與無毛的體表。
目前這項假說已被否證，人類學家更普遍將水猿假說給視為偽科學。

## 歷史
1942年，德國病理學家魏斯登霍法首先提出這種說法，但是沒有受到重視。1960年，英國海洋生物學家阿利斯特·哈代在《新科學家》發表水棲猿類的短文，但是並未被學界所廣泛接受。1967年，英國動物學家莫里斯在《裸猿》中簡短提及這個概念，英國作家伊莲·N·摩根讀到這本書，進而研究並出版一系列有關水猿假說的著作。
水猿假說已被否證，人類學家更普遍忽略水猿假說，並將之視為偽科學學說。然而學術界外，這項假說依舊有大卫·爱登堡等少數支持者；此外，這項假說已成為一種月經文，直至2019年都還有人嘗試推廣。

## 假說比較
|          | 疏林草原假說 | 水猿假說                                                                                          |
| -------- | --- | ------------------------------------------------------------------------------------------------- |
| 棲息地   | 5百萬年前由於氣候干旱化，導致非洲的森林減少，於是人、猿開始分家，原先生活在樹上的人類祖先因此離開樹林。留在森林的後代便是猿類，遷移至草原的後代便是人類。 | 5百萬年前的大裂谷地區是溪流交錯、湖泊遍布的沼澤地。定期氾濫的沼澤地迫使人類祖先使用兩足行走涉水。 |
| 兩足行走 | 為了解放雙手，以持用武器，因此改用雙腿奔跑。 在開闊草原上直立行走，可以降低曝曬面積，避免體溫過高。                                                       | 源自涉水所需，可在涉水過程中繼續呼吸。                                                            |
| 體表無毛 | 在炎熱的大草原追捕獵物導致身體過熱，所以褪去體表毛髮。 | 適應水棲環境的結果，可減少水中移動的阻力。                                                        |

## 爭論點

### 體表無毛
和大猿比較，人類體表幾乎無毛；反而與犀牛和大象等有著水棲祖先的動物類似，且人類毛髮生長方向與游泳時的水流方向相同。
但是體表無毛只對全水棲性哺乳類有優勢，例如海豚，而且這是經過數百萬年的演化結果。

### 呼吸控制
和其他靈長類比較，人類可自主控制鼻翼張合以達到吸氣吐氣憋氣，這有助於潛水或游泳。
但是椎骨中神經開口的位置、變化的進化時間和大小表明，人類的呼吸控制之所以改善，是因為語言的複雜性和使用的增加，與進化成水生無關。此外，雙足行走先於呼吸控制，雙足行走使上身周圍的肌肉從運動中解放出來，並允許呼吸頻率獨立於運動而發生。自願語音被認為是足夠的進化壓力來解釋呼吸控制，獨立於其他解釋。海豚和其他水生物種的發聲無法與人類相比。此外，某些鳥類的語言和呼吸控制能力與人類相當，無需水生適應的階段。

### 潛水反射
當頭部浸入水中會發生潛水反射（心跳減緩、血管收縮）。動物生理學教授、資深水肺和自由潛水員Erika Schagatay研究人類的潛水能力和氧氣壓力。她認為這種能力與人類進化過程中水下覓食的選擇壓力一致，並探討了哈代/摩根推測之潛水適應性的其他解剖特徵。John Langdon認為，這些特徵可能是人類的發展可塑性所致。

### 發達大腦
大腦的發展與攝食海產中豐富的Ω-3脂肪酸與Ω-6脂肪酸有關。
但是含必須脂肪酸的深海魚類的棲息環境與人類棲息的沿海地區相差甚遠。

### 皮下脂肪
和其他靈長類比較，人類皮下有一層脂肪，特別是嬰兒。與海洋哺乳動物相似，有保暖及浮力的功能。
但是皮膚裡的血管可以繞過脂肪，進行體溫調節。

### 兩足行走
陸地上的兩足行走造成種種病痛，如背部、膝部及器官的相關疾病，而水棲環境可支持關節和軀幹。
水猿假說中引用之雙足動物的缺點往往是比較人類與陸地四足動物的結果，但人類進化從未包括四足運動時期。相反地，人類進化以臂行、懸掛和攀爬作為主要的移動方式為主要特徵，雙腳運動則隨著時間逐漸增加。此外，人類下肢變長，這被認為是為了提高游泳速度，而這種現象是在人屬進化之後才出現的。水生物種中只有鳥類以雙足在陸地上行走。此外，人類化石記錄顯示人類從樹棲逐漸適應雙足行走，而不是突然過渡到水生環境。

### 喉頭下降
人類喉頭的形狀與水生動物的不同；當嬰兒開始說話時，喉頭會成形並下降，使其更容易吸入水甚至溺水。此外，喉部下降並非水生動物獨有，狗、豬、山羊、猴子、大型貓科動物、鹿和幼年黑猩猩也都具有永久或暫時下降的喉頭。主流人類學將喉頭下降解釋為一種適應性變化，透過增加可發音的元音數量和提高人類控制言語的能力來改善發聲。

### 鼻子形態
鼻孔朝下可避免水灌入鼻孔。
但是不同种族的人的鼻子的形状变化很大，科学家相信这跟人生存地方的气候不同有关，而且应该是为了在吸入空气时温暖和加湿空气，而不是为了防止在游泳时水进入鼻子。此外，鼻子周围的肌肉并不认为是退化的，反而是有助于人类表达情感以及加强交流。

### 指間蹼殘跡
手指間有著類似蹼的祖跡。
但是所谓似蹼的祖跡不过是一种遗传缺陷，在人和猩猩手上都存在。

## 外部連結
- 中的“水猿假說”
- Presentation （页面存档备份，存于） by Elaine Morgan at TED July, 2009; Comment （页面存档备份，存于） on ScienceBlogs by paleoanthropologist Greg Laden
- http://www.youtube.com/watch?v=YNd3cOyTEC8 人類演化自水猿＿Elaine Morgan （页面存档备份，存于）
- Scuttling the Aquatic Ape Hypothesis （页面存档备份，存于） by Brian Switek

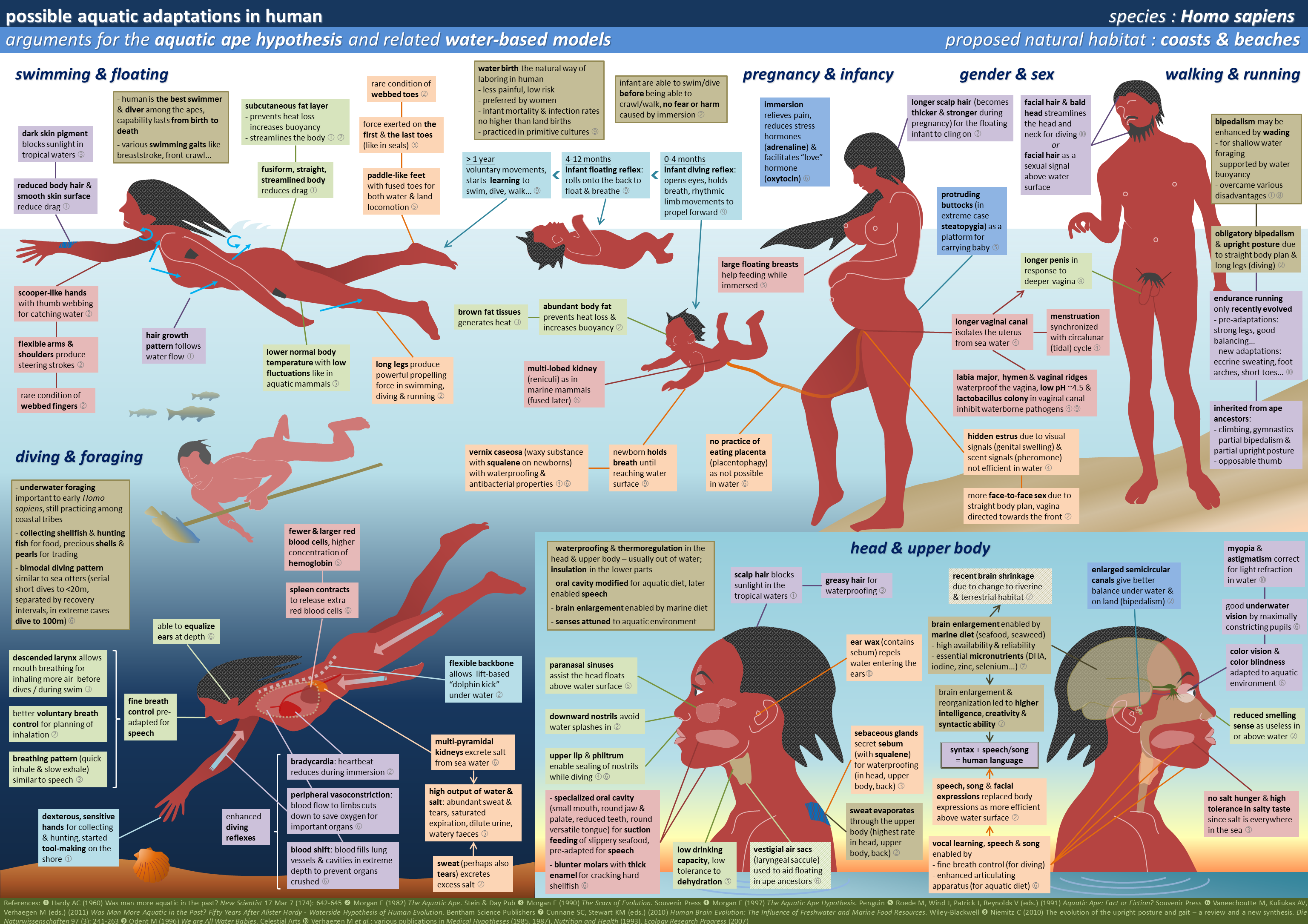
假說中提出的論點

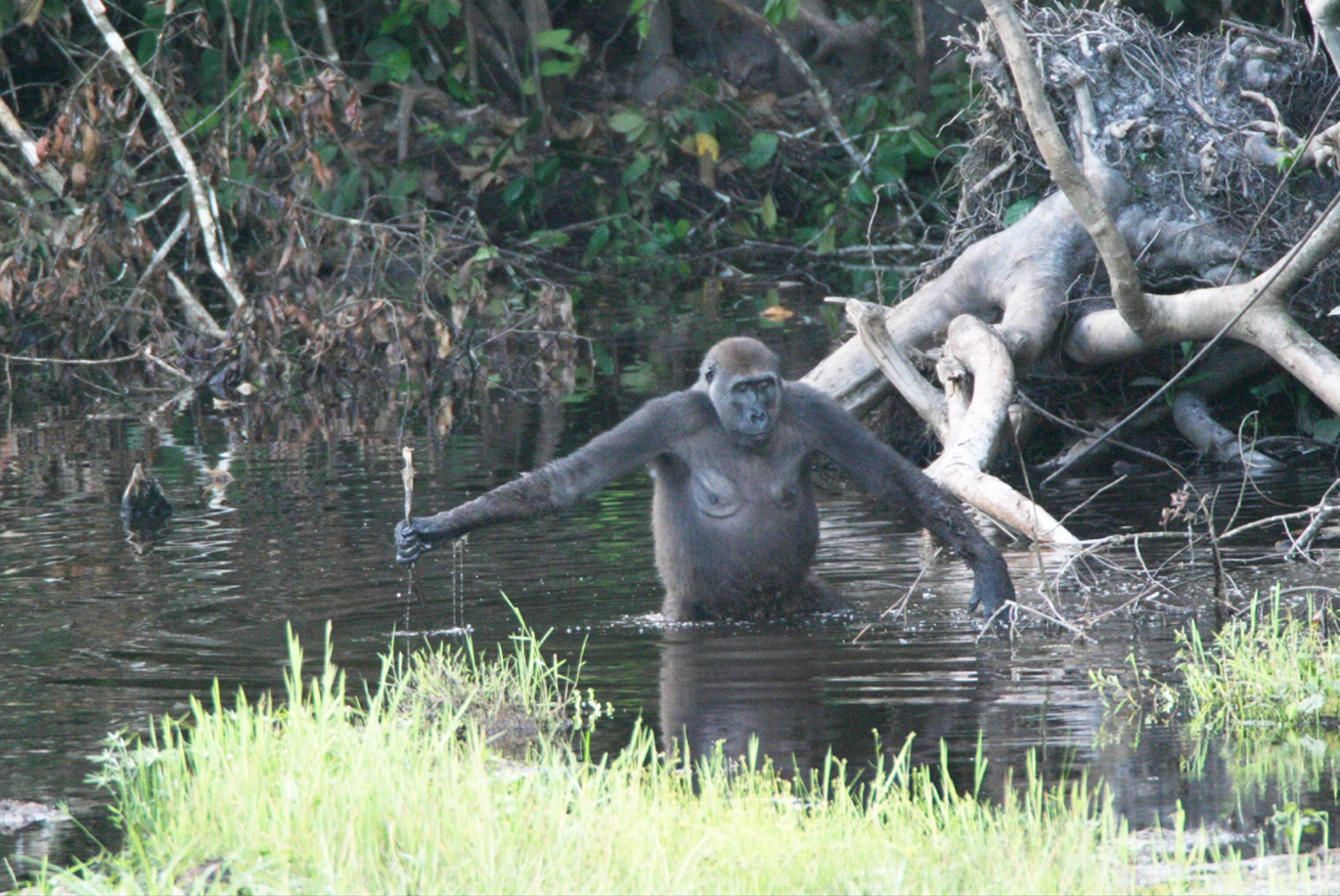
涉水中的大猩猩

- Aquatic ape theory: Sink or Swim? （页面存档备份，存于） – website critical of the AAH